# Nihe Shuiku
Nihe Shuiku (kinesiska: 泥河水库) är en reservoar i Kina. Den ligger i provinsen Heilongjiang, i den nordöstra delen av landet, omkring 59 kilometer norr om provinshuvudstaden Harbin. Nihe Shuiku ligger 130 meter över havet. Arean är 24,1 kvadratkilometer. Den sträcker sig 7,5 kilometer i nord-sydlig riktning, och 5,8 kilometer i öst-västlig riktning.
Genomsnittlig årsnederbörd är 768 millimeter. Den regnigaste månaden är juli, med i genomsnitt 204 mm nederbörd, och den torraste är januari, med 7 mm nederbörd.